# Ma Ke
Ma Ke (chino tradicional= 馬可, chino simplificado= 马可, Pinyin= Mǎ Kě), es un actor chino.

## Biografía
Se entrenó en la Academia Central de Arte Dramático (en inglés: "Central Academy of Drama") en Beijing, China.
A finales de enero de 2021 reveló que estaba casado con la actriz Wang Danni desde hace dos años y que la pareja esta esperando a su primer bebé juntos, a quien le dieron la bienvenida el 19 de abril de 2021.

## Carrera
Es miembro de la agencia "Ciwen Media".
En junio del 2015 se unió al elenco de la serie The Journey of Flower (花千骨) donde dio vida a Sha Qianmo, es el Señor demonio de las Siete Facciones de Asesinato (en inglés: "Seven Murder Factions").
En enero del 2017 se unió al elenco principal de la serie The Journey donde interpretó a Ya Long, un ser demoníaco, hasta el final de la serie en febrero del mismo año.
El 28 de abril del mismo año se unió al elenco principal de la serie Song of Phoenix donde dio vida al poeta y funcionario del gobierno chino Qu Yuan, hasta el final de la serie el 10 de junio del mismo año. El cantante y actor Jackson Yee interpretó a Yuan de pequeño.
En el 2020 se unirá al elenco principal de la serie New Dragon Gate Inn (新龙门客栈) donde interpretará a Zhou Huai'an, el justo jefe de la tropa de la guardia imperial.

## Filmografía

### Series de televisión
| Año             | Título                             | Personaje                                    | Notas        |
| --------------- | ---------------------------------- | -------------------------------------------- | ------------ |
| 2020 - presente | Insect Detective                   | -                                            |              |
| 2020 - presente | You Are Always With Me             | Xiao Mang                                    |              |
| 2020 - presente | New Dragon Gate Inn                | Zhou Huai'an                                 |              |
| 2017            | Love of Aurora                     | Li Juntai                                    | 52 episodios |
| 2017            | Song of Phoenix                    | Qu Yuan                                      | 72 episodios |
| 2017            | The Journey 2                      | Ya Long / Si Ling                            | 12 episodios |
| 2017            | The Journey                        | Ya Long                                      | 12 episodios |
| 2016            | Hot Girl                           | Liang Dawei                                  | 37 episodios |
| 2016            | So Young                           | Xu Kaiyang                                   | 40 episodios |
| 2016            | Revive                             | Du Yunxiu                                    | 16 episodios |
| 2015            | The Ferryman 2                     | Lu Zhe / Li Zhe                              |              |
| 2015            | The Journey of Flower 2015         | Sha Qianmo                                   | 32 episodios |
| 2015            | Hua Xu Yin: City of Desperate Love | Wu Xiong                                     |              |
| 2015            | My Three Fathers                   | Suo Yang                                     |              |
| 2015            | The Journey of Flower              | Sha Qianmo                                   |              |
| 2015            | When Apple Meets Cherry            | Apple                                        |              |
| 2014            | Legendary Heroes                   | Soldado                                      | (cameo)      |
| 2014            | The Ferryman                       | Joven con Discapacidad Visual                | (cameo)      |
| 2013            | Miss Assassin                      | Qi Wen                                       |              |
| 2011            | Sweet New Business                 | Xiang Tianyi                                 |              |
| 2010            | Boy's Diary                        | Wu Mian                                      | 21 episodios |
| 2007            | Women Don't Cry                    | Hai Tian                                     |              |
| 2005            | Let's Dream                        | Zhong Yunan                                  |              |
| 2005            | 绝对计划                           | Ah Ding                                      |              |
| 2005            | Home with Kids                     | Novio de Xiao Xue                            | ep. #4       |
| 2004            | Empty House                        | Wu Sichao                                    |              |
| 2003            | Silent Tears                       | Chi Yi                                       |              |
| 2003            | 金剑雕翎                           | Liu Jinling (de joven)                       |              |
| 2002            | Love Legend of the Tang Dynasty    | Emperador Gaozong de Tang, Li Zhi (de joven) |              |
| 2002            | Love Dictionary                    | Han Shixun (de joven)                        |              |
| 2001            | Sun Zhongshan                      | Emperador Puyi (de joven)                    |              |

### Películas
| Año  | Título                 | Personaje  | Notas                                                        |
| ---- | ---------------------- | ---------- | ------------------------------------------------------------ |
| 2019 | Over Again             | Gao Silin  | junto a Hou Minghao, Peng Yuchang y Gai Cass                 |
| 2017 | Please Keep Away       | Ah Nan     | junto a Wang Xiuze, Zhang Sifan, Zheng Yawen y Tia Lee       |
| 2014 | Let's Shimmy           | Zhu Senlin | junto a Lok-Tung Po y Liu Xiaobi                             |
| 2013 | Oriental Chinese Dream | Li Rui     |                                                              |
| 2012 | Different Pains        | Sun Weijie |                                                              |
| 2012 | The Sword Identity     | Gan Gang   | junto a Song Yang                                            |
| 2012 | My Daddy My Father     | Xue Tianyi |                                                              |
| 2010 | Class 3 and Class 5    | Wu Mian    |                                                              |
| 2009 | Boy and Girl           | Wu Mian    |                                                              |
| 2003 | Cat and Mouse          | Chang Xi   | junto a Andy Lau, Anthony Wong, Cecilia Cheung y Li Bingbing |

### Programas de variedades
| Año                    | Programa                                | Notas                                        |
| ---------------------- | --------------------------------------- | -------------------------------------------- |
| 2018                   | Hi! Housemate (Hi室友)                  | (ep. #4) - invitado                          |
| 2018                   | 青春芒果夜                              |                                              |
| 2017, 2018             | Day Day Up (天天向上)                   | 3 episodios - invitado                       |
| 2017                   | The Birth of An Actor (演员的诞生)      | (ep. #5) - invitado                          |
| 2009, 2015, 2016, 2017 | Happy Camp (快乐大本营)                 | 7 episodios - invitado                       |
| 2017                   | Super Idol (星动亚洲)                   |                                              |
| 2017                   | 饭局的诱惑                              |                                              |
| 2017                   | Raid the Cage / Sesame Open (芝麻开门)  | 2 episodios                                  |
| 2017                   | Very Quiet Distance (非常静距离)        |                                              |
| 2017                   | 中华文明之美                            |                                              |
| 2017                   | Fans! Fans! (饭饭男友)                  |                                              |
| 2017                   | 触不到的TA                              |                                              |
| 2017                   | Joy Town (欢脱定律)                     |                                              |
| 2016                   | 爱奇艺尖叫之夜                          |                                              |
| 2016                   | 优酷全明星                              |                                              |
| 2016                   | Mask Singer China (蒙面唱将猜猜猜)      | presentador (semanas 5,8) juez (semanas 1-2) |
| 2016                   | Date Super Star (约吧！大明星)          |                                              |
| 2016                   | 带你去探班                              |                                              |
| 2016                   | The Iconoclast (偶像万万碎)             |                                              |
| 2015                   | Run for Time: Season One (全员加速中)   | invitado                                     |
| 2015                   | 黄金线路                                |                                              |
| 2015                   | Star Moon Privat Talk Show (星月私房话) |                                              |
| 2015                   | See You on Monday (周一见)              |                                              |
| 2015                   | Laugh Out Loud (我们都爱笑)             |                                              |
| 2012                   | 墙来了                                  |                                              |

### Eventos
| Año  | Evento                                      | Notas                                       |
| ---- | ------------------------------------------- | ------------------------------------------- |
| 2018 | Hunan TV's Mid-Autumn Festival Celebrations | junto a Luo Yunxi, Xu Haiqiao y Jeremy Tsui |

### Revistas / sesiones fotográficas
| Año  | Título                              | Notas  |
| ---- | ----------------------------------- | ------ |
| 2017 | Marie Claire China (嘉人)           |        |
| 2017 | Brides (新娘)                       |        |
| 2017 | Elle Shop                           |        |
| 2017 | Cosmo Bride China                   | [ 11 ] |
| 2016 | CHIC (小资)                         |        |
| 2016 | 音乐世界                            |        |
| 2016 | Easy                                |        |
| 2016 | Men's Health (时尚健康)             |        |
| 2016 | In Shanghai (上海电视)              |        |
| 2016 | Men's Uno (风度)                    |        |
| 2016 | Femina (伊周)                       |        |
| 2016 | Vogue Me                            |        |
| 2016 | 香蕉街拍                            |        |
| 2016 | 星 go 时尚                          |        |
| 2016 | 百搭星君                            |        |
| 2016 | 男人装                              |        |
| 2016 | 时尚优咖                            |        |
| 2016 | 时尚先生                            |        |
| 2015 | 瑞丽服饰美容                        |        |
| 2015 | Cosmopolitan (时尚)                 |        |
| 2015 | Marie Claire Beauty Skin (嘉人美妆) |        |
| 2015 | Harper's Bazaar (时尚芭莎)          |        |
| 2015 | 一日一look                          |        |
| 2015 | Marie Claire China (嘉人)           |        |
| 2015 | 宠物世界                            |        |
| 2015 | Comfort (舒适)                      |        |
| 2015 | 精品购物指南                        |        |
| 2015 | 昕薇                                |        |
| -    | GRAZIA (红秀)                       |        |

## Discografía

### Singles
| Año  | Canción                    | Álbum                               | Notas |
| ---- | -------------------------- | ----------------------------------- | ----- |
| 2017 | Sigh of Phoenix (思美人兮) | OST de "Song of Phoenix"            | -     |
| 2017 | Revive (重生)              | OST de "Revive"                     | -     |
| 2017 | 两生缘                     | OST de "The Journey of Flower 2015" | -     |

## Premios y nominaciones
| Año  | Categoría                 | Premio                                   | Trabajo               | Resultado |
| ---- | ------------------------- | ---------------------------------------- | --------------------- | --------- |
| 2016 | Most Anticipated TV Actor | 5th iQiyi All-Star Carnival              | -                     | Ganó      |
| 2016 | Best New Actor            | 8th China TV Drama Award                 | The Journey of Flower | Ganó      |
| 2015 | Popularity Award          | Asian Influence Awards Oriental Ceremony | -                     | Ganó      |